# Eudes III de Champagne
Eudes III de Champagne, mort après 1115/1118[réf. nécessaire], est comte de Troyes et de Meaux d'environ 1045-1048 à 1063-1065. En Normandie, il est dit « comte » (sans jamais être désigné comte d'Aumale) ou « comte de Champagne », après 1065-1070, et en Angleterre, il est seigneur d'Holderness (Yorkshire de l'Est) de 1086-1087 à 1095.

## Biographie
Il est le fils d'Étienne II, comte de Troyes et de Meaux, et d'Adèle. Il est encore mineur à la mort de son père, et son oncle Thibaut III, comte de Blois assure sa tutelle. Thibaud III de Blois en profite pour reformer la grande principauté bléso-champenoise qui existait du temps de son père Eudes II de Blois († 1037). Ce faisant, il se rapproche du roi Henri Ier de France, notamment en participant aux nombreuses campagnes du roi contre la Normandie. Du coup, à la fin de la minorité d'Eudes, qui doit se situer vers 1058, il obtient que celui-ci devienne son vassal et non celui du roi.
Entre 1063 et 1065, Eudes se révolte contre son oncle. Il compromet les efforts de celui-ci pour consolider sa principauté, en donnant au roi de France, par l'intermédiaire de l'évêque de Châlons, le contrôle total de la ville de Châlons. Peu après, Eudes s'enfuit de Champagne. D'après la tradition, rapportée par la chronique de l'abbaye de Meaux, Eudes trouve refuge en Normandie après avoir été accusé du meurtre de l'un de ses principaux vassaux. Il est possible qu'Eudes ait envisagé, pour lui ou son fils Étienne, un retour à la tête de la Champagne. Quoi qu'il en soit, l'alliance bléso-normande, scellée entre 1080 et 1085 par le mariage d'Étienne-Henri de Blois et Adèle de Normandie met fin à cette possibilité.
Entre 1065 et 1070, quelque temps après son arrivée en Normandie, Eudes obtient la main d'Adélaïde de Normandie, la demi-sœur de Guillaume le Conquérant, le duc de Normandie. Elle est veuve en premières noces d'Enguerrand II, comte de Ponthieu, et en secondes noces de Lambert II, comte de Lens.
Après leur mariage, il obtient du duc de ne pas retourner en Champagne, où la situation est trop dangereuse pour lui. Il obtient aussi, en droit de sa femme, la cité d'Aumale avec dix chevaliers de l'archevêque de Rouen, charge à lui de porter l'étendard de l'archevêque lorsqu'il utilise ces hommes.
Dans les actes qui nous sont parvenus, Eudes n'est jamais désigné comme « comte d'Aumale », mais simplement comme « comte » (sans précision) ou « comte de Champagne ». Seule sa femme est désignée « comtesse d'Aumale », pour la première fois en 1082 lors d’une charte de donation de Guillaume le Conquérant et sa femme Mathilde de Flandre, en faveur de l'abbaye aux Dames de Caen. L'acte mentionne les donations faites par Adélaïde et ses enfants, mais Eudes n'est pas mentionné comme bienfaiteur. De même, dans les chartes de donation de son fils Étienne, son père n'est jamais mentionné, mais uniquement sa mère. Pour l'historien Pierre Bauduin, c'est peut-être à cause de l'inconsistance du personnage, qui ne possède rien à son nom et qui est simplement le représentant de sa femme, chargé de remplir les obligations militaires que sa femme ne peut accomplir.
En 1086-1087, le Conquérant lui donne l'honneur d'Holderness, dans le Yorkshire de l'Est (Angleterre). En 1088 a lieu en Angleterre une rébellion de barons cherchant à réunir l'Angleterre et la Normandie sous un même commandement. Lorsque les terres de l'évêque de Durham Guillaume de Saint-Calais sont saisies, son neveu Guillaume le Roux, roi d'Angleterre, donne à Eudes une partie de celles se trouvant dans le Yorkshire. Il est plus tard l'un des lieutenants d'une force envoyée au nord par le roi pour arrêter l'évêque de Durham. Plus tard, il fait partie des trois juges laïcs au procès pour trahison de l'évêque.
En 1095, il est impliqué dans une conspiration ratée contre son neveu Guillaume le Roux. D'après le chroniqueur Jean de Worcester, les conspirateurs avaient l'intention de tuer leur suzerain et de le remplacer sur le trône par Étienne, le fils d'Eudes. Il est puni par le roi, peut-être emprisonné, et ses terres anglaises lui sont confisquées. Arnoul de Montgommery reçoit l'année suivante les terres du Yorkshire et du Lincolnshire qui avaient auparavant appartenu à Eudes. Lorsque Arnoul est lui-même banni d'Angleterre, en 1102, le roi Henri Ier les donne à Étienne d'Aumale.

## Famille et descendance
De son mariage avec Adélaïde de Normandie, demi-sœur de Guillaume le Conquérant, le duc de Normandie, il n'a qu'un enfant connu :
- Étienne (avant 1070-vers 1127), comte d'Aumale, seigneur d'Holderness.

## Sources
- (en) Frank Barlow, William Rufus, New Haven (Conn.) ; London : Yale univ. press, 2000  (ISBN 9780300082913).
- (fr) Pierre Bauduin, La première Normandie (Xe – XIe siècles), Presses universitaires de Caen, 2e édition (2006), p. 304, 313-316.